# Rzucewocultuur
De Rzucewocultuur (ook: Rutzaucultuur of Hafkustencultuur, Duits: Haffküstenkultur, vanaf 2.700 v.Chr.) was een lokale archeologische cultuur van het late neolithicum. Het middelpunt lag aan de kust van de Bocht van Gdańsk en het Wislahaf en strekte zich noordwaarts langs het Koerse Haf tot Šventoji in Litouwen. Het is vernoemd naar een archeologische vindplaats in het dorp Rzucewo (vroeger: Rutzau) in de buurt van Puck, dan wel naar de aangrenzende baaien. Poolse en Duitse archeologen lokaliseren de cultuur gewoonlijk aan de kust. Litouwse en Letse wetenschappers breiden het veel verder landinwaarts uit, waarbij de kustplaatsen het cultureel en economisch centrum vormden en de dorpjes in het binnenland de periferie.
De Rzucewocultuur was een mengcultuur van de pre-Indo-Europese Narvacultuur, de kogelamforacultuur en de strijdbijlcultuur (de plaatselijke variant van de touwbekercultuur. Traditioneel werd de Rzucewocultuur beschouwd als een lokale variant van de touwbekercultuur. Uit recent onderzoek blijkt echter dat de basis van de cultuur zich al vormde vóór de aankomst van de touwbekercultuur. 
De cultuur was gespecialiseerd in de exploitatie van de rijkdommen van de zee, en bestond voor een bepaalde tijd naast de oorspronkelijke touwbekercultuur. Hun nederzettingen, bestaande uit karakteristieke huizen gewapend tegen de verwering door de zee, waren gelegen langs de kust tot verder landinwaarts naar het oosten. De bevolking hield runderen, varkens en soms geiten, maar deed weinig aan landbouw en hield zich bezig met visserij en jacht, vooral op de zeehonden die toen veel voorkwamen langs de Baltische kust. Men produceerde in gespecialiseerde werkplaatsen en verhandelde op grote schaal decoratieve artikelen van barnsteen. Een groot aantal van deze barnstenen artefacten werd gevonden in Juodkrantė.
De cultuur werd geïnterpreteerd als een vroege West-Baltische cultuur. De Oost-Balten zouden dan in de oostelijkere Fatjanovo-Balanovocultuur ontstaan zijn. Dit zou de verschillen tussen de West- en Oost-Balten en hun talen verklaren.
Aan het einde van het 2e millennium v.Chr. komt het onder invloed van de, waarschijnlijk Oost-Germaanse, Lausitzcultuur. Ondanks terreinverlies in het westen kan het gebied haar culturele zelfstandigheid grotendeels behouden, em vanaf ca. de 6e eeuw v.Chr. ontstaat er de West-Baltische grafheuvelcultuur.